# Roberto Cravero
Roberto Cravero (Venaria Reale, 3 de janeiro de 1964) é um ex-futebolista profissional italiano que atuava como defensor.

## Carreira
Roberto Cravero representou a Seleção Italiana de Futebol, na Eurocopa de 1988.

## Títulos
Torino
- Serie B: 1989–90
- Mitropa Cup: 1991